# Friuli Aquileia Verduzzo friulano
Il Friuli Aquileia Verduzzo Friulano è un vino DOC la cui produzione è consentita nella provincia di Udine.

## Caratteristiche organolettiche
- colore: giallo dorato chiaro o giallo paglierino.
- odore: vinoso, delicato, gradevole.
- sapore: asciutto, oppure amabile o dolce nelle specifiche tipologie, di corpo, lievemente tannico

## Produzione
Provincia, stagione, volume in ettolitri
- Udine  (1990/91)  416,78
- Udine  (1991/92)  282,66
- Udine  (1992/93)  864,81
- Udine  (1993/94)  941,12
- Udine  (1994/95)  1278,7
- Udine  (1995/96)  802,77
- Udine  (1996/97)  943,86